# ۹۰۹ (خورشیدی)
۹۰۹ نهصد و نهمین سال هجری خورشیدی است.

## زادگان
- حسن بیگ روملو، (درگذشت: احتمالا ۹۵۶)،  نویسنده کتاب احسن‌التواریخ در قم.